# 正宗得三郎
正宗 得三郎（まさむね とくさぶろう、1883年（明治16年）8月22日 - 1962年（昭和37年）3月14日）は、日本の洋画家。

## 経歴
岡山県和気郡穂浪村（現在の備前市穂浪）に生まれる。実兄に小説家の正宗白鳥、国文学者の正宗敦夫、弟に植物学者の正宗厳敬がいる。1902年（明治35年）に日本画家を志して東京に出て寺崎広業に師事した。のち洋画に転じ、同年9月に東京美術学校（後の東京芸術大学）西洋画科に入学。1907年同校を卒業。在学中より青木繁グループに属す。1909年（明治42年）文展入選。
1914年（大正3年）から1916年（大正5年）および1921年（大正10年）から1924年（大正13年）にかけて、ヨーロッパに渡り本場の西洋絵画を学ぶ。この時アンリ・マティスにも学んだ。この間、1915年（大正4年）前年に創立したばかりの二科会会員となる。
1935年（昭和10年）、帝国美術院の改革が行われて、二科会創立メンバーの石井柏亭ら5人が官選という形で美術院会員となったため二科会を離脱。美術院の会員に選ばれなかった正宗は、会を存続させて重鎮として活躍した。東京都中野区東中野にアトリエを構えていたが、1945年（昭和20年）、空襲によりアトリエを焼失し作品の多くを失った。
1947年（昭和22年）、1944年（昭和19年）に解散した二科会に代わり、1947年（昭和22年）熊谷守一、栗原信、黒田重太郎、田村孝之介、中川紀元、鍋井克之、宮本三郎、横井礼市と共に「第二紀会」（後、二紀会と改称）を結成した。晩年は富岡鉄斎の研究を行った。
1962年（昭和37年）3月14日、脳軟化症により死去。墓所は多磨霊園。

## 家族
- 父・正宗浦二 ‐ 岡山県和気郡伊里村の旧家[5]。
- 兄・正宗白鳥 ‐ 小説家
- 兄・正宗敦夫 ‐ 国文学者
- 弟・正宗厳敬 ‐ 植物学者
- 長男・正宗猪早夫 ‐ 日本興業銀行頭取
- 二男・正宗幹夫 ‐ 耳鼻科医、府中市医師会役員。千葉医大卒。娘婿に府中市美術館館長藪野健。[6][7]

## 代表作
- 『河港』（1911年）
- 『チューリップ』（1915年）
- 『秋林』（1923年頃）